# WrestleMania VIII
WrestleMania VIII foi o oitavo evento de luta livre profissional WrestleMania produzido pela World Wrestling Federation (WWF) e transmitido em formato pay-per-view, que aconteceu em 5 de abril de 1992 no Hoosier Dome em Indianápolis, Indiana.
O card contou com dois evento principais, ambos divulgados no pôster do evento. No primeiro, o campeão mundial peso-pesado da WWF Ric Flair defendeu o título contra Randy Savage, e no segundo, Hulk Hogan enfrentou Sid Justice. Como consequência do duplo evento principal, o WrestleMania VIII teve duas taglines, que foram "The Macho/Flair Affair!" e "Friendship Torn Apart!"
Outras lutas notáveis incluíram o campeão intercontinental Roddy Piper defendendo o título contra Bret Hart e os campeões de duplas Money Inc. enfrentando os The Natural Disasters.

## Resultados
| Nº                                          | Resultados | Estipulações                                           | Tempo |
| ------------------------------------------- | --- | ------------------------------------------------------ | ----- |
| Dark                                        | The Bushwhackers (Luke Williams e Butch Miller) derrotou The Beverly Brothers (Blake e Beau)                                                         | Luta de duplas                                         | 10:00 |
| 1                                           | Shawn Michaels (com Sensational Sherri) derrotou El Matador                                                                                          | Luta individual                                        | 10:38 |
| 2                                           | The Undertaker (com Paul Bearer) derrotou Jake Roberts                                                                                               | Luta individual                                        | 6:36  |
| 3                                           | Bret Hart derrotou Roddy Piper (c) | Luta individual pelo WWF Intercontinental Championship | 13:51 |
| 4                                           | The Big Boss Man, Virgil, Sgt. Slaughter e Jim Duggan derrotaram The Nasty Boys (Brian Knobbs e Jerry Sags), Repo Man e The Mountie (com Jimmy Hart) | Luta de quartetos                                      | 6:33  |
| 5                                           | Randy Savage (com Miss Elizabeth) derrotou Ric Flair (c) (com Mr. Perfect)                                                                           | Luta individual pelo WWF Championship                  | 18:04 |
| 6                                           | Tatanka derrotou Rick Martel | Luta individual                                        | 4:33  |
| 7                                           | The Natural Disasters (Earthquake e Typhoon) derrotou Money Incorporated (Ted DiBiase e Irwin R. Schyster) (c) (com Jimmy Hart) por contagem         | Luta de duplas pelo WWF Tag Team Championship          | 8:38  |
| 8                                           | Owen Hart derrotou Skinner | Luta individual                                        | 1:36  |
| 9                                           | Hulk Hogan derrotou Sid Justice (com Harvey Wippleman) por desqualificação                                                                           | Luta individual                                        | 12:28 |
| (c) – Refere-se aos campeões antes da luta. | |                                                        |       |